# ایلونا برش
ایلونا بـِـرِش (مجاری: Ilona Béres؛ زادهٔ ۴ ژوئن ۱۹۴۲) بازیگر اهل مجارستان است.
از فیلم‌ها یا مجموعه‌های تلویزیونی که وی در آن‌ها نقش داشته است، می‌توان به «میدان مسکو» (۲۰۰۱) اشاره نمود.